# Włókniczek skórkowaty

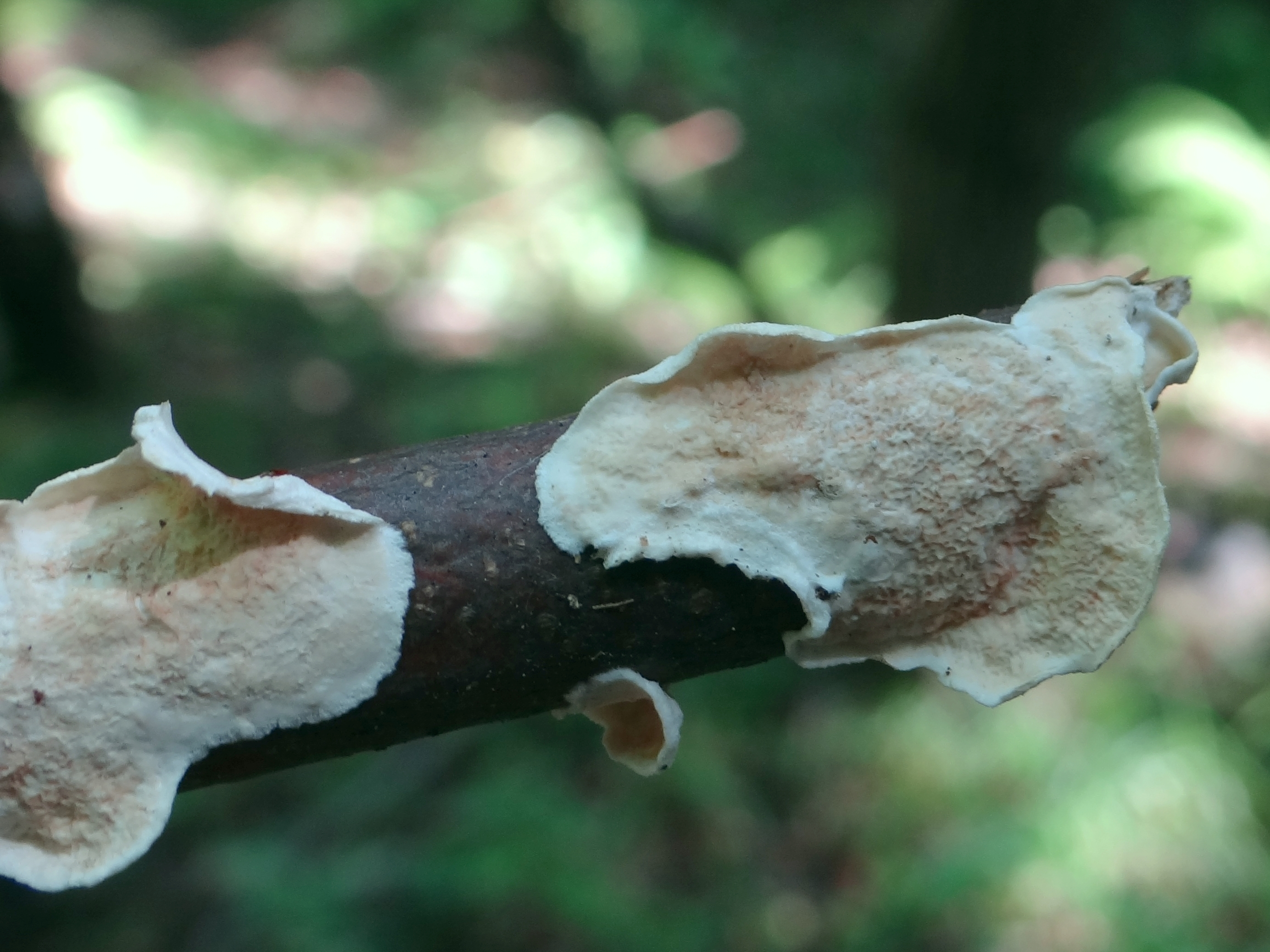

Włókniczek skórkowaty (Byssomerulius corium (Pers.) Parmasto) – gatunek grzybów z rodziny Irpicaceae.

## Systematyka i nazewnictwo
Pozycja w klasyfikacji: Irpicaceae, Polyporales, Incertae sedis, Agaricomycetes, Agaricomycotina, Basidiomycota, Fungi (według Index Fungorum).
Po raz pierwszy takson ten zdiagnozował w roku 1801 Christiaan Hendrik Persoon, nadając mu nazwę Thelephora corium. Obecną, uznaną przez Index Fungorum nazwę nadał mu w roku 1967 Erast Parmasto. Synonimów nazwy naukowej ma około 50. Niektóre z nich:
- Byssomerulius confluens (Schwein.) Lindsey & Gilb. 1978
- Meruliopsis corium (Pers.) Ginns 1976
- Merulius chilensis Speg. 1924

Nazwę polską nadał Władysław Wojewoda w 2003 r. W polskim piśmiennictwie mykologicznym gatunek ten opisywany był też jako stroczek skórkowaty lub włókniczek skórzasty.

## Morfologia
Owocnik
Jest zmienny morfologicznie, jednak od podobnych gatunków dość łatwy do odróżnienia, ze względu na pergaminowaty wygląd. Jest płaski, rozpostarty na podłożu i ściśle do niego przylegający, ale o brzegach odginających się. Jest cienki – ma grubość 0,2–1 mm, ale osiąga szerokość i długość nawet kilkudziesięciu centymetrów. Powierzchnia młodych owocników jest biała, gładka, później brzegi coraz bardziej odginają się od podłoża, a powierzchnia owocników staje się kremowa, bladożółtawa, żółtoochrowa, lekko czerwonawa lub szarawa, nieregularnie siatkowana lub porowato-dołkowana. Zmarszczenia na powierzchni przyjmują labiryntowaty kształt.
Cechy mikroskopowe
Strzępki cienkościenne lub nieznacznie grubościenne, o szerokości 2–6 (8) μm, proste z przegrodami, na których z rzadka występują podwójne sprzążki. Są słabo inkrustowane, rozgałęziają się regularnie pod ostrym kątem. Cystyd brak, ale czasami występują bazydiole. Podstawki długo zgrubiałe, zwężone, 4-sterygmowe, proste, z przegrodami w podstawie. Mają rozmiar 17–40 × 4–6 μm. Zarodniki elipsoidalne, cylindryczne, proste, czasami, lekko zakrzywione. Mają rozmiar 4,5–9 × 2,3–4,5 pm, są gładkie, cienkościenne, szkliste, zwykle z centralną kroplą oleju, nieamyloidalne.

## Występowanie i siedlisko
Występuje w Europie, Azji, Afryce, Australii, Ameryce Północnej, Południowej i Środkowej. Gatunek jest szeroko rozpowszechniony na półkuli północnej, ale zdecydowanie częściej na obszarach o klimacie umiarkowanym. W Polsce jest bardzo pospolity.
Rośnie na martwych, opadłych gałęziach drzew i krzewów liściastych. Występuje w lasach, parkach, zaroślach, najczęściej w nadrzecznych łęgach, nad brzegami rzek i potoków.
Owocniki są jednoroczne. Saprotrof powodujący białą zgniliznę drewna.